# Tour of Chongming Island 2017
11. edycja kobiecego, etapowego wyścigu kolarskiego Tour of Chongming Island odbyła się w dniach 5-7 maja 2017 roku w Chinach na wyspie Chongming. Liczyła trzy etapy o łącznym dystansie 365,8 km.
Tour of Chongming Island był dziewiątym (pierwszym etapowym) w sezonie wyścigiem cyklu UCI Women’s World Tour, będącym serią najbardziej prestiżowych zawodów kobiecego kolarstwa.

## Etapy
| Etap | Data   | Start – Meta          | km    | Typ    | Zwycięzca etapu | Lider          |
| ---- | ------ | --------------------- | ----- | ------ | --------------- | -------------- |
| 1.   | 5 maja | Chongming – Chongming | 118,8 | Płaski | Kirsten Wild    | Chloe Hosking  |
| 2.   | 6 maja | Chongming – Chongming | 135,4 | Płaski | Jolien D’Hoore  | Jolien D’Hoore |
| 3.   | 7 maja | Chongming – Chongming | 111,6 | Płaski | Jolien D’Hoore  | Jolien D’Hoore |

### Etap 1 – 05.05: Chongming – Chongming – 118,8 km
| #   | Zawodnik           | Zespół              | Czas       |
| --- | ------------------ | ------------------- | ---------- |
| 1.  | Kirsten Wild       | Cylance Pro Cycling | 3h 03' 40" |
| 2.  | Chloe Hosking      | Alé–Cipollini       | + 0"       |
| 3.  | Sarah Roy          | Orica-Scott         | + 0"       |
|     |                    |                     |            |
| 37. | Agnieszka Skalniak | Astana Women’s Team | + 0"       |
| 72. | Anna Plichta       | WM3 Pro Cycling     | + 0"       |

| #   | Zawodnik           | Zespół              | Czas       |
| --- | ------------------ | ------------------- | ---------- |
| 1.  | Chloe Hosking      | Alé–Cipollini       | 3h 03' 40" |
| 2.  | Kirsten Wild       | Cylance Pro Cycling | + 1"       |
| 3.  | Sarah Roy          | Orica-Scott         | + 7"       |
|     |                    |                     |            |
| 37. | Agnieszka Skalniak | Astana Women’s Team | + 11"      |
| 72. | Anna Plichta       | WM3 Pro Cycling     | + 11"      |

### Etap 2 – 06.05: Chongming – Chongming – 135,4 km
| #   | Zawodnik                 | Zespół              | Czas       |
| --- | ------------------------ | ------------------- | ---------- |
| 1.  | Jolien D’Hoore           | Wiggle High5        | 3h 32' 25" |
| 2.  | Kirsten Wild             | Cylance Pro Cycling | + 0"       |
| 3.  | Anna Zita Maria Stricker | BTC City Lublana    | + 0"       |
|     |                          |                     |            |
| 33. | Agnieszka Skalniak       | Astana Women’s Team | + 0"       |
| 71. | Anna Plichta             | WM3 Pro Cycling     | + 0"       |

| #   | Zawodnik           | Zespół              | Czas       |
| --- | ------------------ | ------------------- | ---------- |
| 1.  | Jolien D’Hoore     | Wiggle High5        | 6h 35' 48" |
| 2.  | Kirsten Wild       | Cylance Pro Cycling | + 1"       |
| 3.  | Chloe Hosking      | Alé–Cipollini       | + 3"       |
|     |                    |                     |            |
| 30. | Agnieszka Skalniak | Astana Women’s Team | + 17"      |
| 71. | Anna Plichta       | WM3 Pro Cycling     | + 17"      |

### Etap 3 – 07.05: Chongming – Chongming – 111,6 km
| #   | Zawodnik           | Zespół              | Czas       |
| --- | ------------------ | ------------------- | ---------- |
| 1.  | Jolien D’Hoore     | Wiggle High5        | 2h 48' 31" |
| 2.  | Kirsten Wild       | Cylance Pro Cycling | + 0"       |
| 3.  | Chloe Hosking      | Alé–Cipollini       | + 0"       |
|     |                    |                     |            |
| 13. | Agnieszka Skalniak | Astana Women’s Team | + 0"       |
| 68. | Anna Plichta       | WM3 Pro Cycling     | + 0"       |

| #   | Zawodnik           | Zespół              | Czas       |
| --- | ------------------ | ------------------- | ---------- |
| 1.  | Jolien D’Hoore     | Wiggle High5        | 9h 24' 09" |
| 2.  | Kirsten Wild       | Cylance Pro Cycling | + 5"       |
| 3.  | Chloe Hosking      | Alé–Cipollini       | + 6"       |
|     |                    |                     |            |
| 27. | Agnieszka Skalniak | Astana Women’s Team | + 27"      |
| 63. | Anna Plichta       | WM3 Pro Cycling     | + 27"      |

## Liderzy klasyfikacji po etapach
| Etap                 | Zwycięzca            | Klasyfikacja generalna | Klasyfikacja górska | Klasyfikacja punktowa | Klasyfikacja młodzieżowa | Klasyfikacja drużynowa |
| -------------------- | -------------------- | ---------------------- | ------------------- | --------------------- | ------------------------ | ---------------------- |
| 1                    | Kirsten Wild         | Chloe Hosking          | Mia Radotić         | Chloe Hosking         | Maria Vittoria Sperotto  | Alé Cipollini          |
| 2                    | Jolien D’Hoore       | Jolien D’Hoore         | Jolien D’Hoore      | Chloe Hosking         | Maria Vittoria Sperotto  | Alé Cipollini          |
| 3                    | Jolien D’Hoore       | Jolien D’Hoore         | Jolien D’Hoore      | Chloe Hosking         | Maria Vittoria Sperotto  | Alé Cipollini          |
| Klasyfikacja końcowa | Klasyfikacja końcowa | Jolien D’Hoore         | Jolien D’Hoore      | Chloe Hosking         | Maria Vittoria Sperotto  | Alé Cipollini          |

## Klasyfikacje końcowe

### Klasyfikacja generalna
|     | Zawodnik           | Zespół                 | Czas       |
| --- | ------------------ | ---------------------- | ---------- |
| 1   | Jolien D’Hoore     | Wiggle High5           | 9h 24' 09" |
| 2   | Kirsten Wild       | Cylance Pro Cycling    | + 5"       |
| 3   | Chloe Hosking      | Alé–Cipollini          | + 6"       |
| 4   | Sarah Roy          | Orica-Scott            | + 23"      |
| 5   | Christina Siggaard | Team VéloCONCEPT Women | + 23"      |
|     |                    |                        |            |
| 27. | Agnieszka Skalniak | Astana Women’s Team    | + 27"      |
| 63. | Anna Plichta       | WM3 Pro Cycling        | + 27"      |

### Klasyfikacja punktowa
| M-ce | Zawodnik       | Zespół              | Punkty |
| ---- | -------------- | ------------------- | ------ |
| 1.   | Chloe Hosking  | Alé Cipollini       | 48     |
| 2.   | Jolien D’Hoore | Wiggle High5        | 40     |
| 3.   | Kirsten Wild   | Cylance Pro Cycling | 38     |

### Klasyfikacja górska
| M-ce | Zawodnik       | Zespół              | Punkty |
| ---- | -------------- | ------------------- | ------ |
| 1.   | Jolien D’Hoore | Wiggle High5        | 14     |
| 2.   | Kirsten Wild   | Cylance Pro Cycling | 12     |
| 3.   | Chloe Hosking  | Alé Cipollini       | 10     |

### Klasyfikacja młodzieżowa
| M-ce | Zawodnik                | Zespół              | Czas       |
| ---- | ----------------------- | ------------------- | ---------- |
| 1.   | Maria Vittoria Sperotto | Bepink–Cogeas       | 9h 24' 34" |
| 2.   | Anastasia Iakovenko     | Reprezentacja Rosji | + 0"       |
| 3.   | Jelena Eric             | BTC City Ljubljana  | + 1"       |

### Klasyfikacja drużynowa
| M-ce | Zespół              | Czas        |
| ---- | ------------------- | ----------- |
| 1.   | Alé–Cipollini       | 28h 13′ 48″ |
| 2.   | Team Hitec Products | + 0"        |
| 3.   | BTC City Ljubljana  | + 0"        |